# Naravoslovna učna pot ob potoku Hubelj
Naravoslovna učna pot Ob Hublju poučuje o osnovnih naravnih zakonitostih, ob njej so predstavljene glavne drevesne in grmovne vrste, ki rastejo v tem okolju. Njen namen je tudi seznanjati obiskovalce o reki Hubelj in o kraškem travniku na Školu.
Reka Hubelj izvira na severnem obrobju nad mestom Ajdovščina, izpod strmega pobočja Trnovskega gozda (lokacija: 45°54′16″N 13°54′47″E / 45.904548°N 13.912972°E). Na krožni poti je 24 informacijskih točk ter dve večji informativni tabli. Dolžina poti je dobre 3 kilometre in poteka od izvira Hublja do samega mesta Ajdovščina.
Za pomoč pri ogledu poti je za zahtevnejše obiskovalce na razpolago vodnik (knjižica), sicer pa zgibanka.

## Opis učne poti
Pot se prične na nadmorski višini 125 m v Športnem parku Pale v Ajdovščini (lokacija: 45°53′45″N 13°54′18″E / 45.8957°N 13.9051°E). Na začetku sta predstavljena divja češnja in črni topol. Sledijo prerez gozdnih tal, črna jelša in podrobnosti o reki Hubelj. Šesta točka seznananja obiskovalce s fličnimi tlemi, sledijo pa drevesa kot beli gaber, hrast graden, pravi kostanj, robinija, poljski brest in maklen. 
V nadaljevanju je za to okolje vidno zelo značilne pobočne breče, predstavljeno je korito Hublja, ki je hudourniškega tipa, in na petnajsti točki sam izvir Hublja, ki leži na nadmorski višini 225 m.
Preko Gradiške gmajne se pot spušča in ob poti se najprej nahaja lovska preža. Nadaljnja pot vodi mimo črnega bora, mimo razgledišča pot do kraškega travnika, kjer obiskovalci lahko vidijo apnenec in še en prerez gozdnih tal, skozi varovalni gozd v katerem raste tudi črni gaber ali mali jesen in lipovec.
Pot je opremljena z nekaj klopmi, kjer se lahko opazuje življenje v naravi. Iz omenjenega razgledišča se vidi dobršen del Vipavske doline in vinorodne brežine proti kraški planoti.
V območju okoli Hublja je pestra biotska raznolikost tudi živalskega sveta. Tukaj gnezdi okoli 30 različnih vrst ptic. Najdemo pa še poljskega zajca, ježa, lisico, jelenjad in srnjad, v samem hudourniku so številne ribe kot so soška postrv, primorska belica, laški piščur, različne vrste vrbnic in tudi drobni rakci. 
Območje prepadnih sten z izviri Hublja je uvrščeno v naravno dediščino s statusom naravnega spomenika.

## Reka Hubelj
Reka Hubelj privre na dan iz številnih bolj ali manj dostopnih odprtin v strmi sklani steni iz kraškega podzemlja. Izvir je zelo slikovit ob visoki vodi, ko v množici slapov pada iz bruhalnikov. V primeru visokih voda bruha tudi do 65 m³ na sekundo. Najvišje bruha z nadmorske višine 249 m in v kratkem skoku doseže most na lokalni cesti, ki je 40 m nižje. Vode privrejo iz podzemlja skozi tri jame: Veliko Hubeljsko kuhinjo, Pajkovo mrežo in Vzhodno Hubeljsko jamo. Jamarji so izmerili več kot 400 rovov, ki se končujejo s podori in sifonskimi kotanjami. Domnevajo, da je vodotok povezan z Divjim jezerom nad Idrijo. Zgornji del Hublja ima alpski značaj s prodnatimi tlemi in strmimi spusti, kar je posebnost v Vipavski dolini.

## Tehnična dediščina
Na levem bregu Hublja se nahajajo ostanki poslopij starih fužin in plavžev. Prve fužine so bile postavljene že leta 1569.
Danes ob samem izviru Hublja deluje hidrocentrala, ki je bila zgrajena leta 1930.